# Septimus Heap
Septimus Heap este o serie de șapte cărți pentru copii de Angie Sage, cu personajul principal cu același nume - Septimus Heap. Până acum, au fost publicate patru volume ale cărți: Magie, Zborul, Leacuri și Căutarea . Cartea a cincea a apărut în S.U.A și Anglia și se numește Syren.

## Magie
Al șaptelea fiu al unui al șaptelea fiu, numit în mod sugestiv Septimus Heap, este furat în noaptea în care apare pe lume de către o moașă care îl declară mort. În aceeași noapte, tatăl băiatului, Silas Heap, găsește în zăpadă o legăturică în care se află o fetiță nou-născută cu ochi violeți. Silas și soția lui, Sarah, o iau pe biata fetiță în casa lor, îi dau numele de Jenna și o cresc ca pe propriul lor copil. Dar cine este această fetiță misterioasă și ce s-a întâmplat în realitate cu iubitul lor fiu Septimus?
Cartea întâi din această captivantă serie scrisă de Angie Sage îi poartă pe cititori într-o călătorie fantastică, presărată cu personaje ciudate și vrăji, poțiuni și descântece. Magie este o poveste originală despre identități pierdute și regăsite, plină de umor și căldură.

## Zborul
A trecut un an de când Septimus Heap și-a descoperit familia și adevărata sa chemare de vrăjitor. Ca Ucenic al Vrăjitorului NeObișnuit Marcia Overstrand, el învață minunata artă a Descântecelor, Vrăjilor și a altor forme de Magie, în vreme ce Jenna se obișnuiește cu viața de Prințesă și se bucură de libertatea din Castel.
Și totuși ceva sinistru se petrece. Marcia este urmărită în permanență de o Umbră Întunecată amenințătoare, iar fratele lui Septimus, Simon, pare să dorească o răzbunare pe care nimeni nu o înțelege. De ce mai plutește în aer Magia Întunecată?
Dând frâu liber fanteziei, Angie Sage continuă aventurile lui Septimus Heap cu binecunoscutul ei umor și toate detaliile ingenioase pe care cititorii deja le-au îndrăgit.

## Leacuri
Când Silas Heap desigilează o cameră uitată din Palat, eliberează fantoma unei regine care a trăit cu cinci sute de ani în urmă. Regina Ethelcrunta este la fel de îngrozitoare moartă cum a fost și în viață, și tot pusă pe rele. Dar pentru planul ei diabolic de a-și asigura viața veșnică are nevoie de supunerea Jennei, de dispariția lui Septimus și de talentele fiului său, Marcellus Pye, faimos Alkimist și Tămăduitor. Iar dacă planul Reginei Ethelcrunta îi implică pe Jenna și Septimus atunci cu siguranță îi va include și pe Nicko, Alther Mella, Marcia Overstrand, Beetle, Stanley, Sarah, Silas, Scuipăfoc, Mătușa Zelda și toate celelalte personaje ciudate și minunate care au făcut parte din Magie și Zborul, niște cărți de neuitat.
Cu o acțiune palpitantă și cu un strop de umor, Angie Sage continuă în Leacuri călătoria fantastică a lui Septimus Heap, un erou care este pregătit să îi ia locul lui Harry Potter.

## Expediția
În volumul 4 din Septimus Heap - Expediția, la fel ca în volumele anterioare din seria Septimus Heap (Magie, Zborul și Leacuri) fiecare pagină este plină de acțiune, umor și aventuri fantastice, purtându-ne mai departe în calatoria magică a lui Septimus către cunoaștere. 
La Castel sunt din nou probleme, și asta pentru că Merrin Meredith s-a întors cu gânduri întunecate legate de Septimus. Mai mult, Septimus și Jenna se confruntă cu o adevărată pacoste - Tertius Fumigante, fantoma primului Scrib Ermetic Șef, care este hotărât să îl trimită pe Septimus într-o Expediție fără întoarcere.
Dar Septimus și Jenna au alte planuri - ei se îndreaptă către misterioasa Casa a Foricșilor, un loc în care Toate Timpurile Se Întâlnesc și unde speră din tot sufletul că îi vor găsi pe Nicko și Snorri, rămași captivi într-un alt Timp în Leacuri. Dar cum va reuși Septimus să scape de Expediție?

## Sirena
În cea de-a cincea carte a seriei, Septimus, după o furtună nimicitoare, ajunge pe o insulă deosebit de frumoasă, una dintre cele șapte aflate într-o mare scânteietoare, împreună cu Scuipăfoc, dragonul său, grav rănit de un fulger, cu Jenna și Beetle. Pe insula aceasta se găsesc lucruri ciudate, iar printre ele se numără o fată magică numită Syrah, un far în formă de pisică dar care și-a pierdut Lumina, și o prezență stranie care îl ademenește pe Septimus cu cântecul ei - oare va putea el să reziste chemării ei insistente?
Dar pericolul îi pândește și pe Lucy și Băiatul-Lup, care au ajuns fără să vrea pe barca unor marinari ticăloși, dar și pe Milo Banda, tatăl Jennei, care poartă în adâncul corăbiei sale, Cerys, o comoară misterioasă.
Carismatica povestitoarei Angie Sage continuă călătoria Magică a lui Septimus Heap cu multe alte aventuri amuzante, cu multe farmece și amulete ocrotitoare, și o înțelegere tot mai profundă a vieții interoare a eroului adolescent.

## Fieful
În cea de-a șasea carte a acestei serii magice, Alther Mella este izgonit, un Fief întunecat învăluie Castelul, iar un dragon întunecat se află în libertate. Septimus Heap trebuie să-și folosească toată priceperea pentru a salva de la distrugere Castelul și Turnul Vrăjitorilor. Și pentru aceasta, trebuie să pătrundă în întuneric, dar nu o poate face singur. Cu ajutorul Jennei, al lui Alther Mella, Marcellus Pye și fratelui înstrăinat al lui Septimus, Simon Heap, Septimus și Marcia Overstand se luptă cu întunericul acaparator.

## Vrăjitori
Mai jos este un tabel cu toți vrăjitorii și robele lor.
| Titlul Vrăjitorului              | Culoarea pelerinei                                       | Exemple |
| -------------------------------- | -------------------------------------------------------- | --- |
| Vrăjitorul NeObișnuit            | Mov                                                      | DomDaniel, Alther Mella, Marcia Overstrand (prezentul Vrăjitor NeObișnuit), Hotep-Ra(primul Vrăjitor NeObișnuit)                                      |
| Vrăjitor Obișnuit                | Albastru închis                                          | Silas Heap |
| Necromant                        | Negru                                                    | DomDaniel |
| Alchimist                        | Negru cu ornamente aurii (foarte multe)                  | Marcellus Pye, Hugo Tenderfoot |
| Ucenicul Alchimistului           | Negru cu puține ornamente aurii                          | Septimus Heap (doar pentru puțin timp), Hugo Tenderfoot                                                                                               |
| Ucenicul Necromantului           | Verde închis cu o eșarfă roșie cu trei stele negre pe ea | Merrin Meredith, Simon Heap, Ellis Crackle |
| Ucenicul Vrăjitorului NeObișnuit | Verde închis                                             | Septimus Heap (prezentul ucenic), Silas Heap (ucenicul lui Alther Mella înaintea Marciei), Syrah Syara (ucenica luy Julius Pyke, acaparată de sirena) |
| sub-Vrăjitor                     | Maro cu ornamente bleu                                   | Hildegarde, Catchpole |

## Ecranizare
Warner Bros a cumpărat drepturile de ecranizare, dar au oprit filmările acum câțiva ani